# Het Ossenhooft
Het Ossenhooft is een monumentaal grachtenpand aan de Westhaven in de Nederlandse stad Gouda.
De woning dankt haar naam waarschijnlijk aan een hier woonachtige bierbrouwer. Een okshoofd was een oude biermaat van een kwart ton. De naam werd verbasterd tot ossehooft. Al in 1496 zou op deze plek de brouwerij De Ossekop van Jacob Cutert gevestigd zijn geweest. De Goudse geschiedschrijver Ignatius Walvis noemde Het Ossenhooft als de plaats waar in 1572 de geuzen een kanon hadden opgesteld om vandaar het kasteel van Gouda te beschieten. Ook in de 17e en de 18e eeuw werd het pand bewoond door verschillende bierbrouwers. De bierbrouwerij bevond zich achter de woning, met een uitgang naar de Peperstraat.
In de 20e eeuw werd het pand bewoond door de Goudse huisarts H.A.M. Eykman.
Het pand vormt een onderdeel van de canon van Gouda, om de betekenis van de bierbrouwerijen voor Gouda duidelijk te maken.

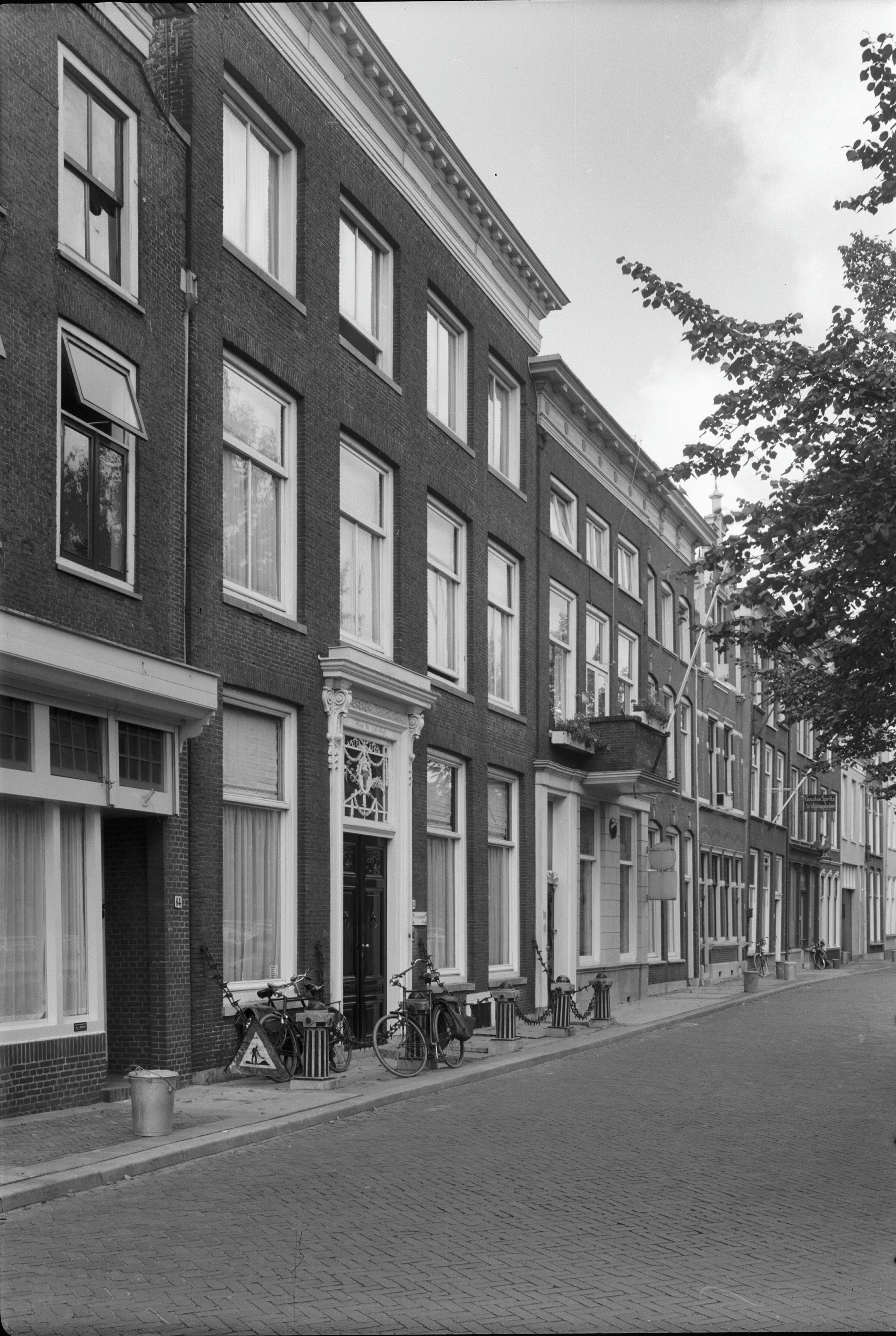
Foto uit 1962 met meerdere rijksmonumenten
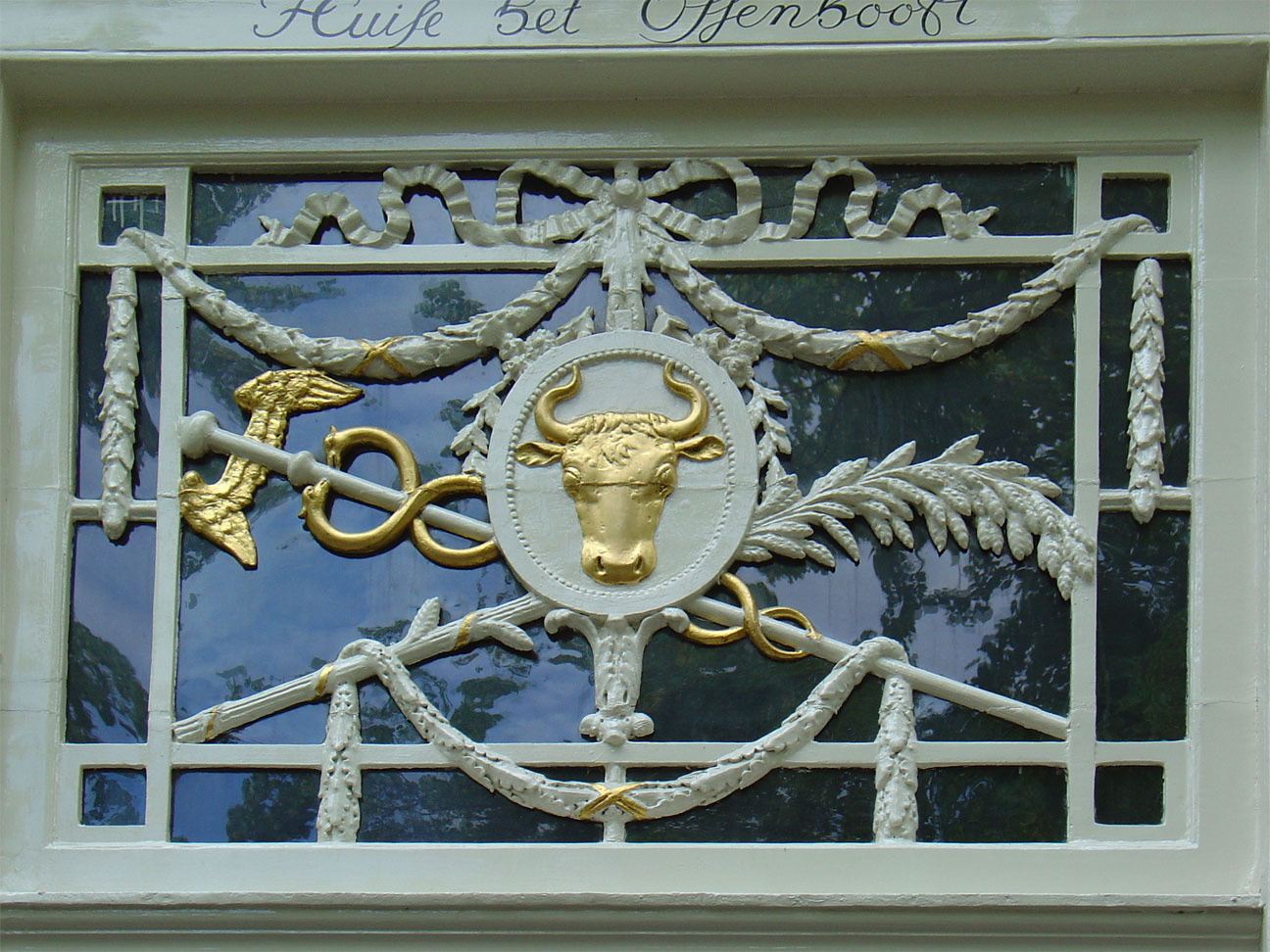
Het gesneden raam met de ossenkop boven de deur van Het Ossenhooft